# Le Burgaud
Le Burgaud (in occitano Le Burgau) è un comune francese di 671 abitanti situato nel dipartimento dell'Alta Garonna nella regione dell'Occitania.

## Società

### Evoluzione demografica
Abitanti censiti

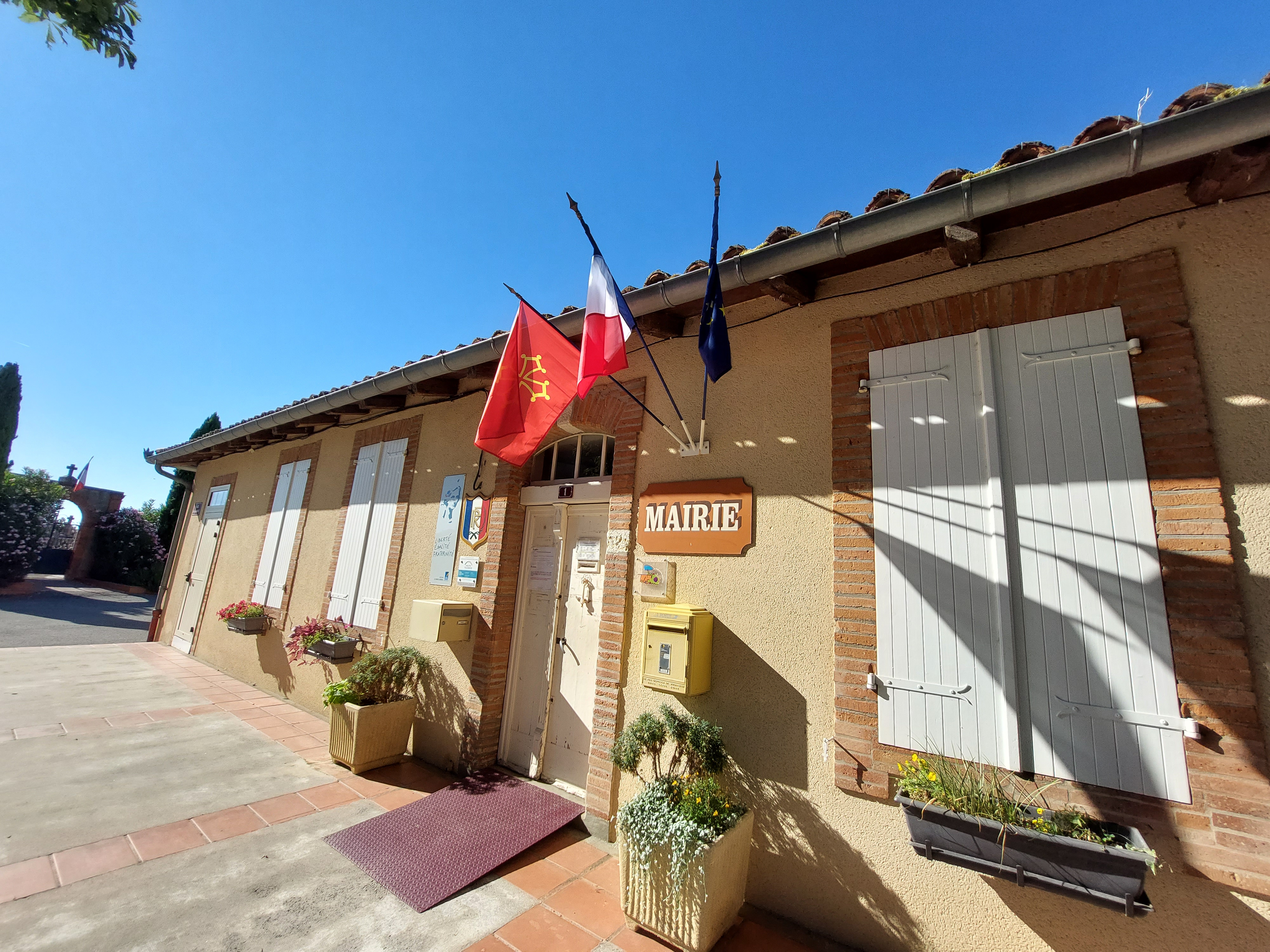
Il municipio
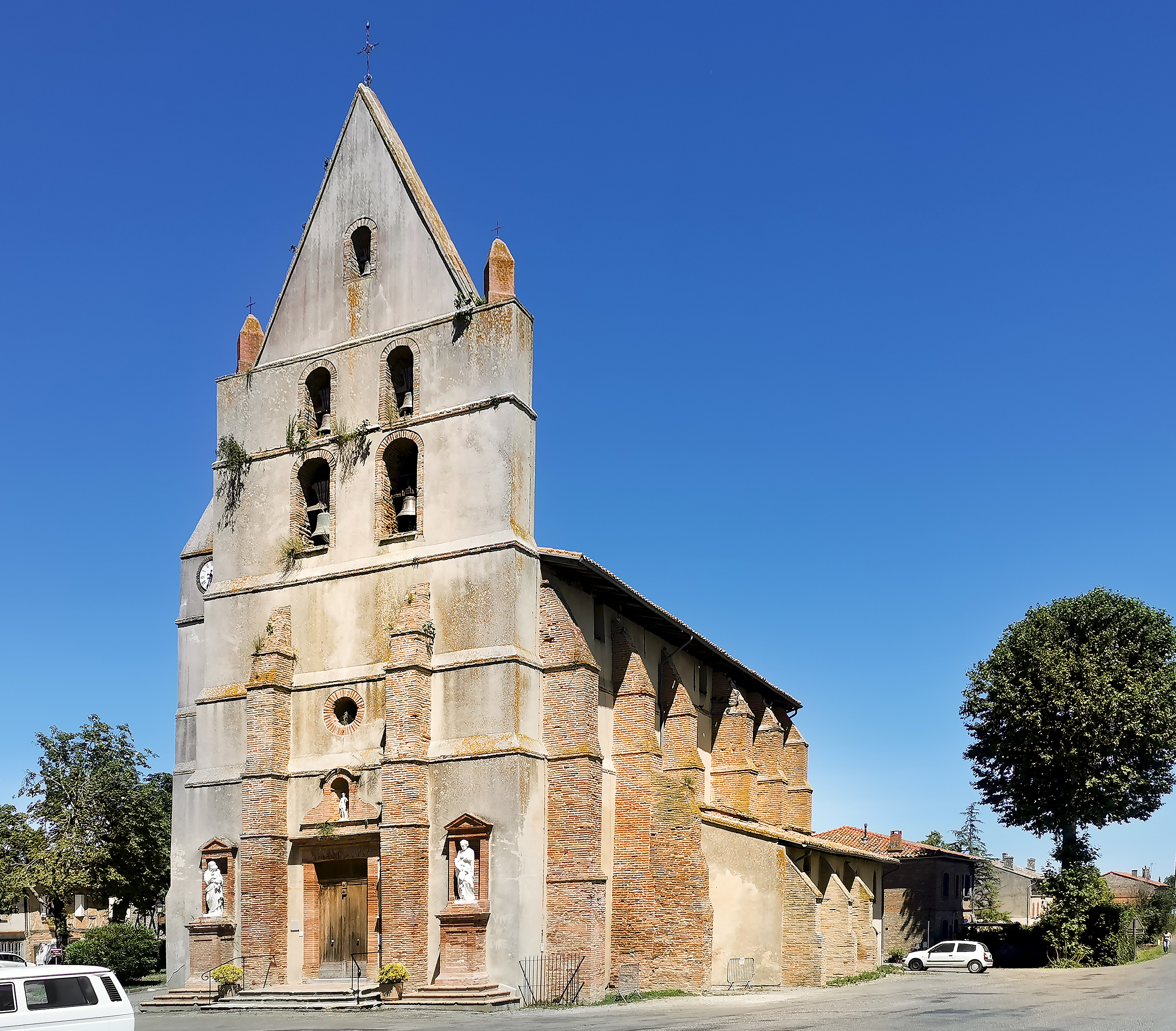
La chiesa Saint-Jean-Baptiste
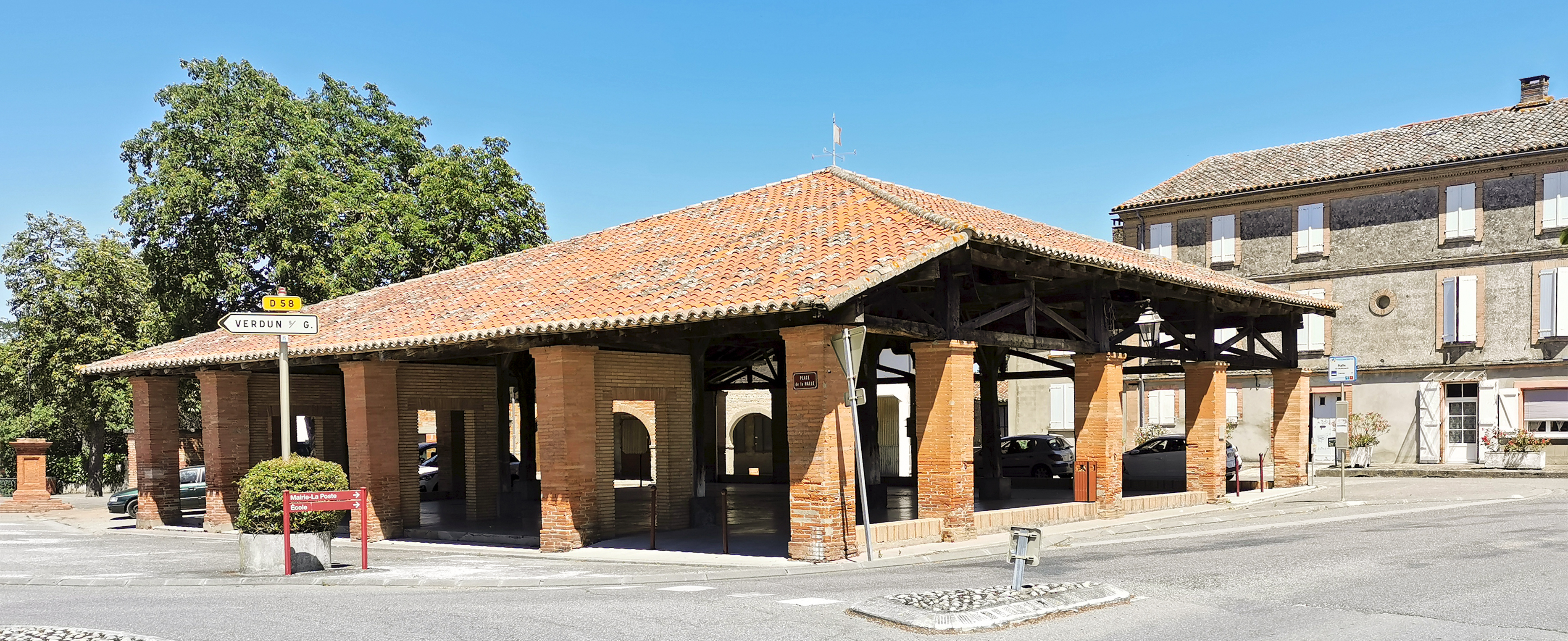
Il mercato coperto